# 문화동 (창원시)
문화동(文化洞)은 대한민국 경상남도 창원시 마산합포구에 있는 행정동이다. 마산시의 서쪽 해안 저지대에 위치하며, 1997년 5월 12일 구 창포동, 월남동, 월영1동 3개동을 통합하여 행정동을 문화동으로 변경하였다.

## 개요
본래 합포현의 지역으로서 조선 태종 때에는 창원부에 편입되었고, 1899년 광무2년 개항과 함께 일본인들의 거주지로 되면서 본정(本町)이라 불리었다. 1946년 일제식 동명 변경에 의해 월남동 1, 2, 3, 4, 5가로 고치고, 1958년 시조례에 의해 월남동 1, 2가, 두월동 1, 2가, 평화동, 문화동, 신창동을 합하여 월남동회가 되었다. 가로는 계획된 격자상으로서 일제시대의 상가 및 유흥가가 아직도 남아 있고, 신마산의 상업의 중심지이며, 구한말에서 일제시대까지 러시아영사관 및 일본영사관이 있던 곳이기도 하다.

## 법정동
- 대외동(臺外洞, 台外洞)
- 대창동(大昌洞)
- 두월동1가~3가(斗月洞)
- 문화동(文化洞)
- 신창동(新昌洞)

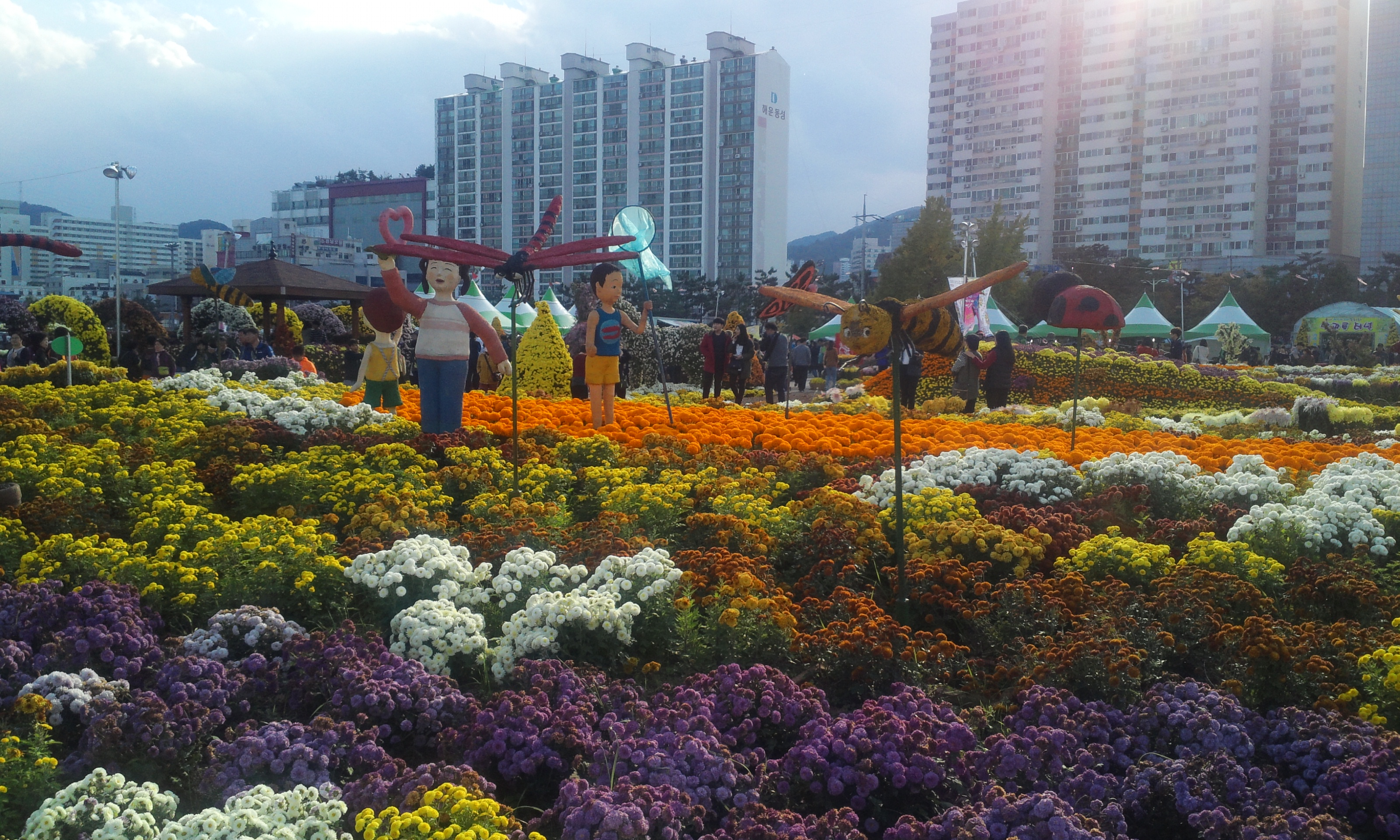
마산가고파국화축제

- 월남동1가~5가(月南洞) : 월남동은 일제시대 조차지의 잔재로 좁은 면적에 법정동이 여러개로 지정되어 있다. 월남동 1가는 마산항 제1부두가 있었으며, 현재에는 마산항 제1부두공원이 조성되어 있다. 이곳에서 매년 10월 말에서 11월 초에 마산가고파국화축제가 열린다.
- 월영동(月影洞)
- 유록동(柳錄洞)
- 창포동1가~3가(昌浦洞)
- 청계동(淸溪洞)
- 평화동(平和洞)
- 화영동(花英洞)
- 홍문동(弘文洞)

## 교육
- 마산제일여자중학교
- 마산제일여자고등학교
- 경남대